# PEC in het seizoen 1913/14
Het seizoen 1913/1914 was het 4e jaar in het bestaan van de Zwolse voetbalclub PEC. De club kwam uit in de Tweede Klasse Oost B.

## Wedstrijdstatistieken

### Tweede Klasse B
| A.V.C. Heracles                                       |                                   |               |                 |
|                                                       | PEC                               | 1 – 2 (0 – 0) | A.V.C. Heracles |
| 22 februari 1914 Plaats: Zwolle Het Bleekien          | (pen)                             |               |                 |
|                                                       | A.V.C. Heracles                   | 1 – 0 (0 – 0) | PEC             |
| 2 november 1913 Plaats: Almelo Bornsestraat           | Nijkamp                           |               |                 |
| Z.A.C.                                                |                                   |               |                 |
|                                                       | PEC                               | 1 – 1 (0 – 0) | Z.A.C.          |
| 12 april 1914 plaats: Zwolle Het Bleekien             | 65'                               |               |                 |
|                                                       | Z.A.C.                            | 3 – 1 (2 – 1) | PEC             |
| 9 november 1913 Plaats: Zwolle Sportpark Veerallee    | Henri Wassen 15' Eef de Vries 65' |               |                 |
| Quick Kampen                                          |                                   |               |                 |
|                                                       | PEC                               | 0 – 1 (0 – 1) | Quick Kampen    |
| 26 oktober 1913 Plaats: Zwolle Het Bleekien           |                                   |               | 20'             |
|                                                       | Quick Kampen                      | 0 – 1 (0 – ?) | PEC             |
| 21 december 1913 Plaats: Kampen Sportpark Wijnberg    |                                   |               |                 |
| H.V.C.                                                |                                   |               |                 |
|                                                       | PEC                               | 3 – 0 (3 – 0) | H.V.C.          |
| 16 november 1913 Plaats: Zwolle Het Bleekien          |                                   |               |                 |
|                                                       | H.V.C.                            | 2 – 0 (1 – 0) | PEC             |
| 8 maart 1914 Plaats: Amersfoort Sportpark HVC         | Hoogstede 15' Mulder              |               |                 |
| A.F.C. Quick                                          |                                   |               |                 |
|                                                       | PEC                               | 2 – 1 (2 – 0) | AFC Quick 1890  |
| 30 november 1913 Plaats: Zwolle Het Bleekien          | 5'                                |               | (pen)           |
|                                                       | AFC Quick 1890                    | 3 – 3 (2 – 1) | PEC             |
| 5 oktober 1913 Plaats: Amersfoort Sportpark Quick     |                                   |               |                 |
| De Tubanters                                          |                                   |               |                 |
|                                                       | PEC                               | 2 – 0 (? – 0) | De Tubanters    |
| 8 februari 1914 Plaats: Zwolle Het Bleekien           |                                   |               |                 |
|                                                       | De Tubanters                      | 1 – 0 (? – 0) | PEC             |
| 29 maart 1914 plaats: Enschede Sportpark De Tubanters |                                   |               |                 |
| Daventria                                             |                                   |               |                 |
|                                                       | PEC                               | 0 – 0         | VV Daventria    |
| 12 oktober 1913 Plaats: Zwolle Het Bleekien           |                                   |               |                 |
|                                                       | VV Daventria                      | 2 – 0 (0 – 0) | PEC             |
| 7 december 1913 Plaats: Deventer Sportpark Daventria  | 60'                               |               |                 |

## Statistieken PEC 1913/1914

### Eindstand PEC in de Nederlandse Tweede Klasse 1913 / 1914
| Stand | Gespeeld | Gewonnen | Gelijk | Verloren | Punten | Doelpunten voor | Doelpunten tegen |
| ----- | -------- | -------- | ------ | -------- | ------ | --------------- | ---------------- |
| 6e    | 14       | 4        | 3      | 7        | 11     | 14              | 17               |

### Punten per tegenstander
|       | A.V.C. Heracles | Z.A.C. | Quick | H.V.C. | A.F.C. Quick | De Tubanters | Daventria |
| ----- | --------------- | ------ | ----- | ------ | ------------ | ------------ | --------- |
| Thuis | 0               | 1      | 0     | 2      | 2            | 2            | 1         |
| Uit   | 0               | 0      | 2     | 0      | 1            | 0            | 0         |

### Doelpunten per tegenstander
|       | A.V.C. Heracles | Z.A.C. | Quick | H.V.C. | A.F.C. Quick | De Tubanters | Daventria | Totaal |
| ----- | --------------- | ------ | ----- | ------ | ------------ | ------------ | --------- | ------ |
| Thuis | 1               | 1      | 0     | 3      | 2            | 2            | 0         | 9      |
| Uit   | 0               | 1      | 1     | 0      | 3            | 0            | 0         | 5      |
|       |                 |        |       |        |              |              |           | 14     |